# Karankawa
Los karankawa (también karankawan, carancahua, clamcoëhs y en su lengua, auia) fueron un grupo de pueblos nativos americanos, ahora extinto, que desempeñó un papel fundamental en la temprana historia de Texas.
El término karankawa ha sido aplicado popularmente a un grupo de tribus nativas americanas que tenían un dialecto y una cultura similar. Estas personas se pueden identificar más específicamente como los capoques (cocos), kohanis, kopanes, kronks y tribus carancaguacas. Habitaron la costa del golfo de Texas desde la bahía de Galveston, en la actual área del Gran Houston, hasta la bahía de Corpus Christi.
La exposición a las nuevas enfermedades infecciosas, la pérdida de control sobre su territorio, el conflicto con los europeos recién llegados, y la guerra los llevó a la extinción antes de 1860.

## Lengua
La lengua de los karankawa, de la que solo un centenar de palabras se conservan, no se puede clasificar, y se sabe muy poco de las lenguas de la región. El significado del nombre karankawa es incierto. Se cree que significa "amante de los perros" o "ayudante de los perros". Esa significación parece creíble, ya que los karankawas tenían perros, que eran lobos, coyotes o especies similares.

## Ubicación
Ellos vivían a lo largo de la costa de Texas en el golfo de México, cerca de la frontera con México de hoy en día. Los tonkawa, atakapa, y coahuiltecos eran sus vecinos. Se quedaban en la costa en el invierno y se movían más hacia el interior en el verano, cuando los peces se trasladaban a aguas profundas y las almejas no eran seguras para el consumo.

## Historia

### Especulaciones sobre los orígenes
Los eruditos han especulado que los karankawas eran descendientes de un grupo de indios caribes que llegaron por mar desde la cuenca caribeña en el siglo XVII. Esto se basa en la apariencia de los karankawa, que se informó a ser más alto que otros indígenas de la región y de aspecto similar a los caribes, así como compartir algunas prácticas culturales como el canibalismo. Estudios lingüísticos sugieren esta conexión. Sin embargo, no hay evidencia etnográfica o arqueológica que apoye esta especulación.

### Encuentro con los españoles
Los karankawa vivían con una existencia nómada en 1519 cuando por primera vez fueron avistados por los españoles, dirigidos por Alonso Álvarez de Pineda, quien exploró la costa. El gobernador Francisco de Garay de Jamaica había encargado a Pineda explorar la costa del golfo de Florida y Veracruz. En 1528, una de las dos naves que pertenecían a la expedición de Pánfilo de Narváez quedó encallado en la isla de Galveston, y los sobrevivientes, entre ellos Cabeza de Vaca, fueron atendidos por la tribu capoques de los karankawas.
En 1793, algunos de los karankawa se convirtieron al cristianismo y vivieron en la misión de Nuestra Señora del Refugio, construida en 1791 en la desembocadura del río. Los karankawa tradicionales fueron absorbidos por los apaches.

### Historia posterior
Stephen F. Austin fundó un asentamiento en su territorio en 1823. Los colonos frecuentemente luchaban contra los karankawa. La tribu luchó del lado de México en la guerra de Independencia de Texas. En esa guerra, el jefe karankawa, José María, y la mayoría de sus 20 guerreros fueron muertos.
En 1858 Juan Nepomuceno Cortina atacó y mató a un grupo de karankawa.
El 7 de septiembre de 2009, El periódico New Herald realizó un artículo informando que Enrique González, de 65 años, un viejo hombre de Brownsville, Texas, afirmaba que era el último descendiente del pueblo karankawa. Él se decía descendiente de un grupo de la tribu que se retiró a una zona aislada llamada El Gato, al sur de lo que hoy es El Álamo y Donna. Dijo que su abuelo materno y su abuela paterna eran karankawas puros. Algunos expertos dijeron que era poco probable que fuera karankawa, aunque podría ser de ascendencia indígena.

## Apariencia
Los karankawa tenían la costumbre de tatuarse, por lo que su apariencia era semejante a las actuales etnias de Brasil. Ellos produjeron una fuerte impresión en los europeos que escribieron los encuentros. Los hombres eran sorprendentemente altos, descritos como de entre seis y siete pies (180 a 213 cm). Además de sus pinturas corporales llevaban adornos de concha. Muchos engrasaban sus cuerpos con aceite de hígado de tiburón para protegerse de los mosquitos y otros insectos que picaban. Los hombres se atravesaban cada pezón, así como el labio inferior de la boca, con pequeños trozos de caneaax.
Los hombres llevaban el pelo grueso largo hasta la cintura. Los karankawa practicaban también la deformación de cabeza.

## Cultura
Los pueblos indígenas que vivían a lo largo de la costa de Texas desde la isla de Galveston hasta el sur, más allá de Corpus Christi, Texas, se adaptaron bien a la pesca y la caza. Las bahías, lagunas y pantanos a lo largo de la costa de Texas, fueron lugares de caza y terrenos de cosecha. Los hombres se metían en las aguas poco profundas de las bahías con lanzas, arcos y flechas, para pescar. Los hombres mayores, mujeres y niños recogían de la costa piedra, cangrejos, ostras, mejillones, tortugas de mar, y otros crustáceos comestibles. También comían ciervos y tortugas.
Merodeaban por las bahías costeras, comiendo ostras, almejas, mariscos, tambor negro, gallineta, y pescado. Durante los meses de verano, las ostras, las almejas y otros mariscos no eran seguros para el consumo y había poco pescado. Durante este período, las bandas tribales podían migrar hacia el interior, tratando de escapar de los daños del verano; las tormentas tropicales y los huracanes fue otra de las razones para su migración. relatos históricos hablan de karankawas en tierra adentro hasta el condado de Colorado en Eagle Lake, cerca de 160 km de la costa. No hay evidencia comprobable de haber hecho campamentos permanentes allí.
Construyeron chozas redondas cubiertas de paja en el interior, pero en la costa construían con madera de sauce y pieles de animales para hacer cabañas de playa soportadas por troncos o wikiups. Algunas de las campañas españolas tienen evidencia de poblaciones de varios cientos de habitantes. Los karankawas hacían montículos en sus aldeas de almejas y ostiones para almacenarlos. Sus herramientas de caza más preciadas eran el arco largo, de más 1 metro de largo, y las flechas, con ejes de hasta tres metros para que sea más fácil de detectar y recuperar a partir de las aguas poco profundas. Excavaciones arqueológicas encontraron evidencia de restos desechados de venado y búfalo. Los karankawa también cosecharon una gran variedad de raíces locales, bayas y nueces. Ellos usaban las hojas de Ilex vomitoria y acebo yaupon para preparar la copa negra de las ceremonias. Los hombres bebían en cantidad y eran afectados por los efectos psicoactivos de su cafeína.
Un aspecto muy inusual de la cultura karankawa era su distinción en tener tres roles de género: el masculino, el femenino y un tercer papel asumido por algunos hombres. Los hombres que participaban en esta tercera función se llaman berdache (karankawa: monanguia), y, en general asumían las funciones y actividades de las mujeres en la vida diaria, mientras que jugaban un papel especial en los ritos religiosos. Según algunas versiones, los berdache eran parejas sexuales pasivas de los demás hombres.
Según algunas fuentes, los karankawa practicaban canibalismo ritual, al igual que otras tribus de la costa de Texas y Luisiana. En 1768, un sacerdote español escribió un relato de las ceremonias rituales karankawa. Él retrató a los karankawa como que creían que el consumo de la carne del cautivo transferiría el poder y la fuerza a los que lo consumen. Los nativos ataban al prisionero en una estaca. Mientras bailan a su alrededor, cortaban un trozo de carne y lo asaban en frente de la víctima en una fogata preparada. Entonces ellos la devoraban.
Sin embargo, Álvar Núñez Cabeza de Vaca, un conquistador español que vivió entre los karankawa durante varios años en la década de 1530 no hizo mención de canibalismo. Por el contrario, Cabeza de Vaca reconoció que él y sus compañeros si se habían comido a sus propios muertos para mantenerse con vida después del naufragio en la bahía de Galveston. Los karankawa (o posiblemente los atakapa) se sorprendieron con el canibalismo español, que les resultaba repugnante. La mayoría del canibalismo descrito fue tomado de segunda o tercera mano, por los que muchos de los declaradores no lo vieron por sí mismos.
Algunos autores recientes han sugerido que los karankawa se confundieron con los atakapa (atacapa), tribus de la costa del Golfo, cuyas tierras se extendían desde la bahía de Galveston hasta el Bayou Teche y la bahía Vermilion, en Luisiana. Los atakapa eran conocidas por sus tatuajes en el cuerpo y el canibalismo por lo menos en algunas de sus sub-tribus.